# Artaxa olivata
Artaxa olivata är en fjärilsart som beskrevs av George Francis Hampson 1897. Artaxa olivata ingår i släktet Artaxa och familjen tofsspinnare. Inga underarter finns listade i Catalogue of Life.